# تریسی رویز
تریسی رویز (انگلیسی: Tracie Ruiz؛ زادهٔ ۴ فوریهٔ ۱۹۶۳) شناگر شنای موزون اهل ایالات متحده آمریکا بود.
وی در مسابقات کشوری و بین‌المللی در مجموع برندهٔ ۶ مدال طلا، ۲ مدال نقره شده‌است.